# Гессен (ландграфство)
Ландгра́фство Ге́ссен (нем. Landgrafschaft Hessen) — ландграфство с центром в северной и центральной частях современного Гессена, существовавшее с 1264 по 1567 годы.

## История
Образовалось в 1264 году, когда по итогам Войны за тюрингское наследство Генрих I Дитя, сын брабантского герцога Генриха II и Софии Тюрингской, получил часть владений Людовингов. Резиденция находилась сначала в Марбурге и Гуденсберге, но уже с 1277 года переместилась в Кассель.
К 1500 году ландграфство Гессенского дома выросло до Рейна и Неккара. В 1567 году, после смерти Филиппа Великодушного, ландграфство прекратило своё существование, разделившись, по его завещанию, на четыре части: Вильгельм IV получил половину всех земель под названием Гессен-Кассель, Людвиг IV — четверть — Гессен-Марбург, младшие сыновья Филипп II и Георг I по 1/8 части — Гессен-Рейнфельс и Гессен-Дармштадт соответственно.
Людвиг IV и Филипп II умерли, не оставив наследников, поэтому остались только 2 главные линии: Гессен-Кассельская и Гессен-Дармштадтская.
Но впоследствии император, победивший в битве при Вимпфене в 1622 году, за верность передал Людвигу V (ландграфу Гессен-Дармштадта) все земли Гессен-Марбурга (где родился его дед, ландграф объединённого Гессена, Филипп Великодушный), который являлся основным ландграфством в землях Гессена и власть над которыми Людвиг сохранил вплоть до своей смерти.
Фридрих V взял на себя управление Гессен-Гомбургом 22 марта 1766 года. Чтобы завершить конфликт с дармштадтскими кузенами, был подписан так называемый компромисс — отказ Гессен-Дармштадта от суверенных прав на Гессен-Гомбург. По этому договору Гессен-Гомбург обрёл широкие права внутреннего суверенитета, но Гессен-Дармштадт сохранил за собой отношения с императором, представляя Гессен-Гомбург в рейхстаге и взимая за Гомбург имперские налоги. 27 сентября 1768 года Фридрих заключил династический и дипломатический брак с Каролиной Гессен-Дармштадтской, дочерью ландграфа Людвига IX и Генриетты Каролины Пфальц-Цвейбрюккенской, что окончательно утвердило его суверенитет в отношениях с Гессен-Дармштадтом и сделало правящую линию Гессен-Гомбурга (ставшую прямыми родственниками правящей линии Гессен-Дармштадта) официальным преемником Гессен-Дармштадта и всего Гессенского дома.
В 1806 году Гессен-Дармштадт был преобразован в великое герцогство Гессен. Дочерьми великого герцога Гессенского были последняя русская императрица Александра Фёдоровна, супруга императора Николая II, и великая княгиня Елизавета Фёдоровна, супруга сына императора Александра II великого князя Сергея Александровича, что породнило Гессенский дом с династией Романовых. В 1866 году курфюршество Гессен-Касселя было аннексировано Пруссией, а в 1918 году перестало существовать и великое герцогство Гессенское.

## Правители
- 1264—1308 : Генрих I Дитя
- 1311—1328 : Оттон I (сын предыдущего)
- 1328—1377 : Генрих II (сын предыдущего)
  - 1328—1345 : Людвиг (сын Оттона I), правитель в Гребенштайне
- 1377—1413 : Герман II (сын Людвига)
- 1413—1458 : Людвиг I (сын предыдущего)

Правители нижнего Гессена (Касселя)
- 1458—1471 : Людвиг II (старший сын Людвига I)
- 1471—1493 : Вильгельм I
- 1493—1509 : Вильгельм II (правитель объединенного Гессена с 1500)

Правители верхнего Гессена (Марбурга)
- 1458—1483 : Генрих III (младший сын Людвига I)
- 1483—1500 : Вильгельм III

Правители объединенного Гессена
- 1509—1567 : Филипп I (сын Вильгельма II)